# Dypsis bonsai
Dypsis bonsai là loài thực vật có hoa thuộc họ Arecaceae. Loài này được Beentje mô tả khoa học đầu tiên năm 1995.